# Gare de Pouxeux
Gare de Pouxeux vasútállomás Franciaországban, Pouxeux településen.

## Vasútvonalak
Az állomást az alábbi vasútvonalak érintik:
- Épinal-Bussang-vasútvonal

## Kapcsolódó állomások
A vasútállomáshoz az alábbi állomások vannak a legközelebb:
- Gare d’Arches
- Gare d’Éloyes